# Mrs. Harris
Mrs. Harris è un film per la tv del 2005 scritto e diretto da Phyllis Nagy. Basato sul libro Very Much a Lady di Shana Alexander, il film racconta della tempestosa relazione tra Herman Tarnower, ideatore della dieta Scarsdale, e la sua amante Jean Harris. La pellicola è stata presentata al Toronto International Film Festival.

## Trama
Un ricco cardiologo sciupafemmine, Herman Tarnower, conquista il cuore di una non più giovane amministratrice di una scuola privata. La storia va avanti tra alti e bassi per lunghi anni sino a un tragico finale.

## Accoglienza
Il film è stato nominato a 3 Golden Globe e a 12 Premi Emmy.